# AB Performance

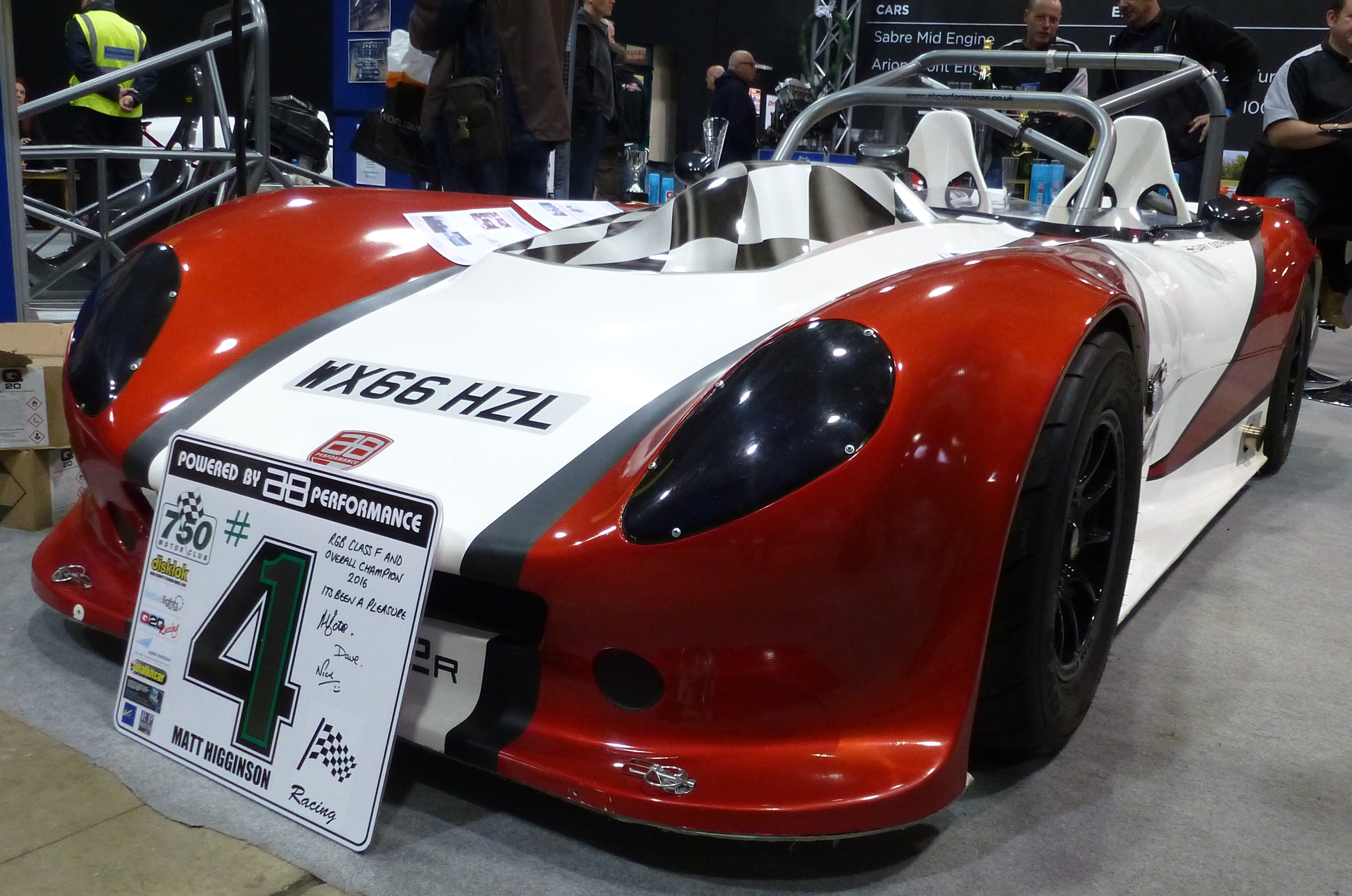
AB Performance Arion von 2016

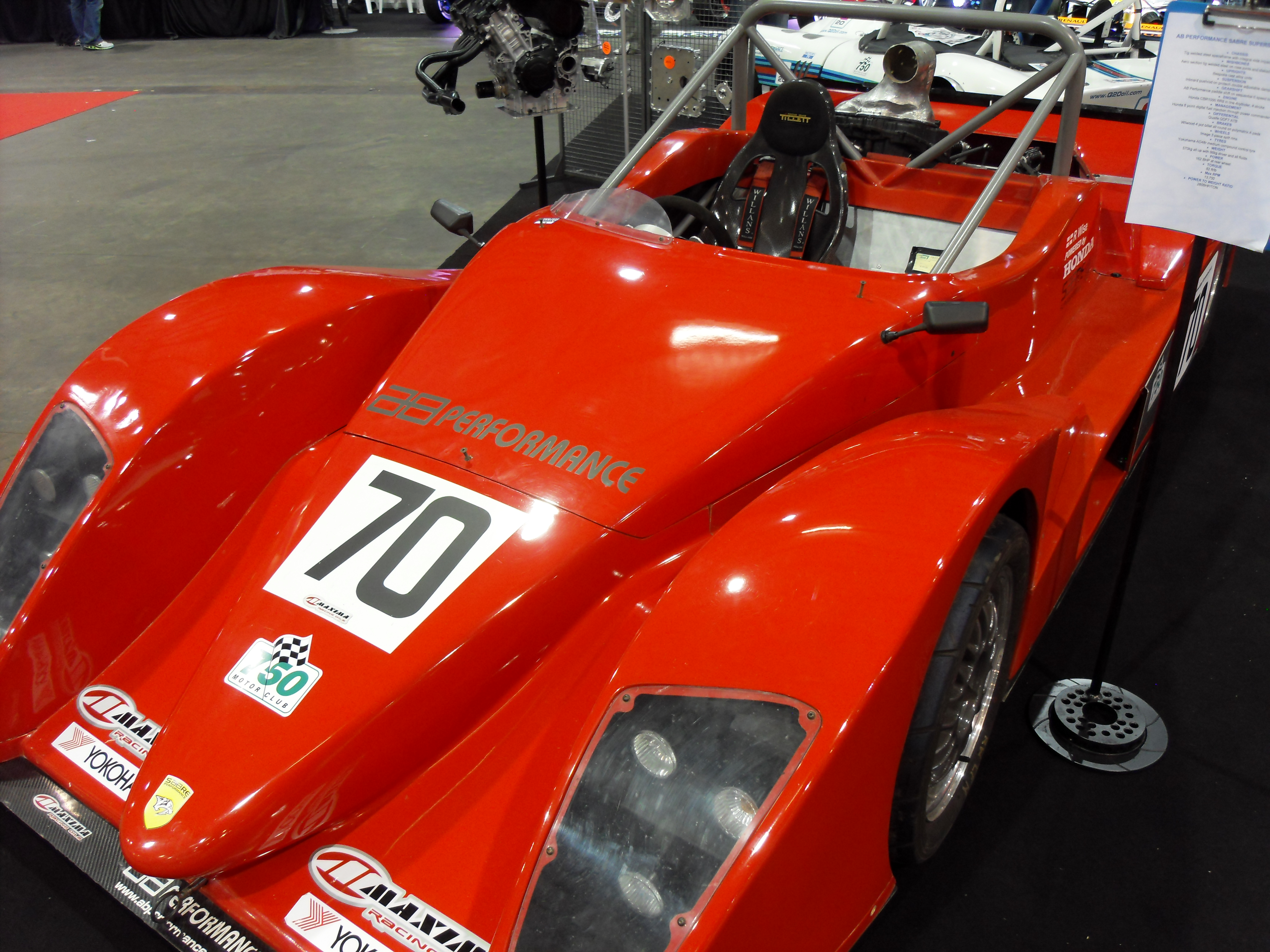
AB Performance Sabre

AB Performance Limited war ein britischer Hersteller von Automobilen.

## Unternehmensgeschichte
Andrew Laird Bates gründete am 5. November 2010 das Unternehmen in Buxhall in der Grafschaft Suffolk. Er begann noch im gleichen Jahr mit der Produktion von Automobilen. Der Markenname lautet AB Performance. Bis 2011 sind sechs Fahrzeuge überliefert.
Die Gesellschaft wurde 2022 aufgelöst. MK Automotive Ltd. übernahm die Modelle des Unternehmens.

## Fahrzeuge
Als erstes Modell erschien der Sabre. 2015 folgte der Arion. Beides sind Rennsportwagen. Zumindest ein Fahrzeug hat eine Straßenzulassung. Für den Sabre sind verschiedene Motoren von Motorrädern wie der Honda Fireblade überliefert. Der Arion mit dem britischen Kennzeichen WX 66 HZL hat einen Ottomotor mit 998 cm³ Hubraum.